# Інтер (Ескальдес-Енгордань)
«Інтер» (кат. Construccions Modernes Inter Club d’Escaldes) — андоррський футбольний клуб з Ескальдес-Енгордані, що виступає в чемпіонаті Андорри. Домашні матчі проводить на стадіонах Федерації футболу Андорри.

## Історія
Клуб заснований у 1978 році під назвою «Конструкціонс Модерн Лара Промосіонс Конструціонс» (кат. Construccions Modernes Lara Promocions Construcions). У 1991 році команда була перейменована в «Конструкціонс Модерн Інтер» (кат. Construccions Modernes Inter d'Escaldes).
У сезоні 1995/96 команда почала виступати у чемпіонаті Андорри під назвою «Конструкціонс Модерн». З тих пір клуб постійно брав участь в чемпіонаті карликової держави. У сезонах 1999/00 і 2000/01 «Інтер» став бронзовим призером першості. У Кубку Андорри 2002 року команда дійшла до фіналу, де поступилася «Лузітаносу» (2:0). Головним тренером в сезоні 2007/08 був Рубен Олівейра. У 2013 році команду очолював колишній гравець збірної Андорри Ален Мотвані. У сезоні 2013/14 «Інтер» очолив іспанський тренер Карлос Санчес Естелья, який до цього очолював «Ордіно» і «Лузітанос».
У 2015 році головним тренером став колишній гравець збірної Андорри Алекс Сомоза.

## Стадіон

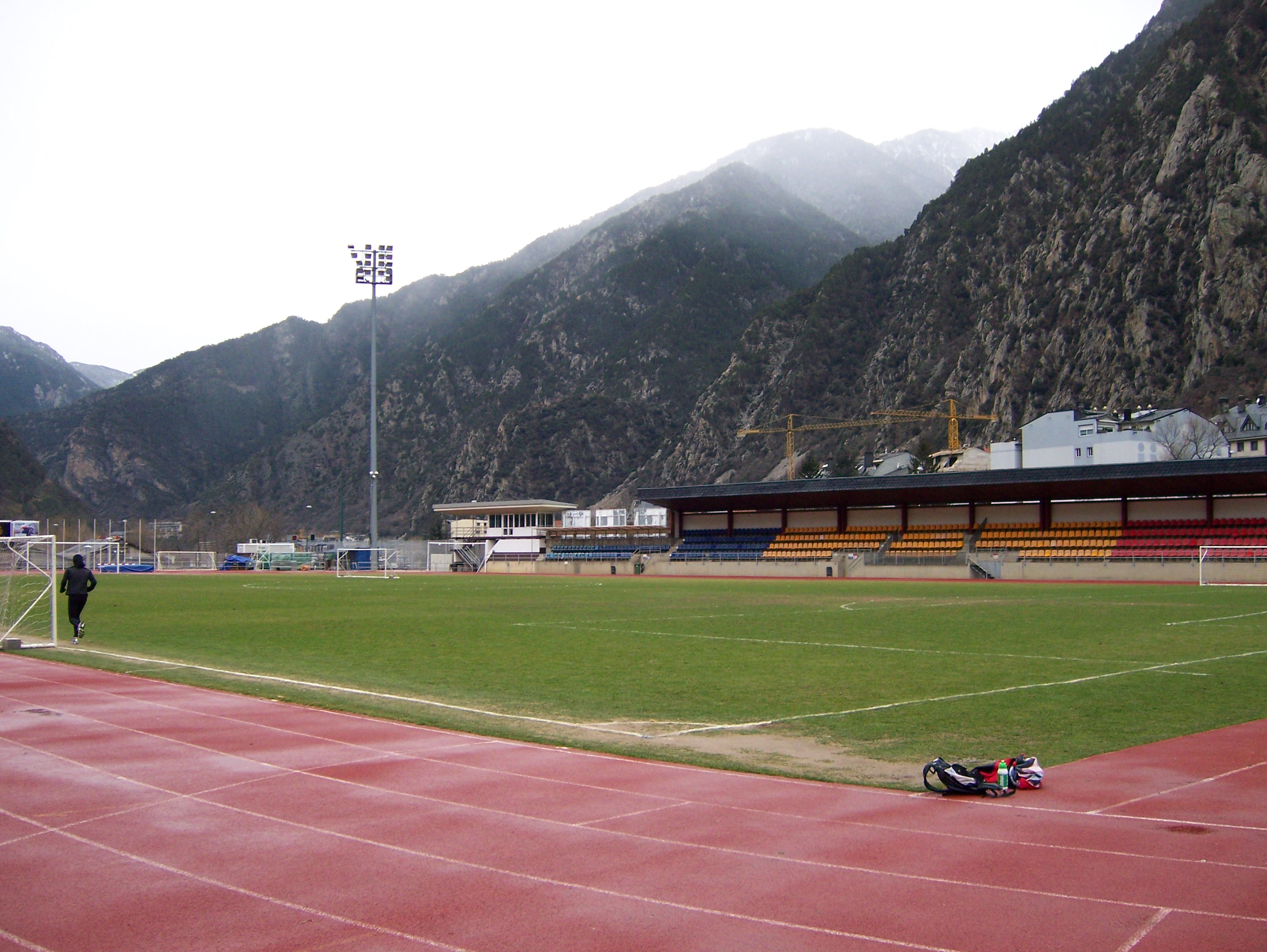
Стадіон «Комуналь д'Айшовалль»

Футбольна федерація Андорри проводить матчі Прімера і Сегона Дівізіо на стадіонах, що їй належать. Також федерація розподіляє стадіони і поля для тренувань для кожної команди. Стадіон «Комуналь д'Айшовалль» розташований на півдні Андорри в Сант-Жулія-де-Лорія і вміщує 899 глядачів. Іноді матчі проводяться в прикордонному з Андоррою іспанському місті Алас-і-Серк, на стадіоні «Сентре Еспортіу д'Алас», що вміщує 1500 осіб або на тренувальному полі в Ордіно.

## Назви
- 1978—1991: «Конструкціонс Модерн Лара Промосіонс Конструціонс»
- 1991—1996: «Конструкціонс Модерн Інтер»
- 1996—1999: «Конструкціонс Модерн»
- з 1999: «Інтер»

## Досягнення
Чемпіонат Андорри
- Чемпіон (4): 2019-20, 2020-21, 2021-22, 2024-25
- Бронзовий призер чемпіонату Андорри (3): 1999-2000, 2000-01, 2018-19

Кубок Андорри
- Володар (3): 2020, 2023, 2025
- Фіналіст (1): 2002

Суперкубок Андорри
- Володар (4): 2020, 2021, 2022, 2023

## Головні тренери
- Рубен Олівейра (2007—2008)
- Ален Мотвані (2013)
- Карлос Санчес Естелья (2013—2015)
- Алекс Сомоза (2015—)

## Статистика
| Сезон   | Дивізіон        | Місце  | І  | В  | Н | П  | ГЗ | ГП | О  | Кубок Андорри | Примітки                      |
| ------- | --------------- | ------ | -- | -- | - | -- | -- | -- | -- | ------------- | ----------------------------- |
| 1995/96 | Прімера Дівісіо | 7 з 10 | 18 | 6  | 1 | 11 | 44 | 36 | 19 |               |                               |
| 1996/97 | Прімера Дівісіо | 9 з 12 | 22 | 7  | 4 | 11 | 31 | 48 | 25 |               |                               |
| 1997/98 | Прімера Дівісіо | 4 з 11 | 20 | 11 | 2 | 7  | 34 | 28 | 35 |               |                               |
| 1998/99 | Прімера Дівісіо | 4 з 12 | 22 | 15 | 5 | 5  | 46 | 22 | 41 |               |                               |
| 1999/00 | Прімера Дівісіо | 3 з 8  | 12 | 6  | 2 | 4  | 24 | 25 | 20 | 1/8 фіналу    |                               |
| 2000/01 | Прімера Дівісіо | 3 з 8  | 20 | 6  | 6 | 8  | 30 | 33 | 21 | 1/8 фіналу    |                               |
| 2001/02 | Прімера Дівісіо | 7 з 8  | 20 | 6  | 2 | 12 | 23 | 42 | 20 | Фіналіст      |                               |
| 2002/03 | Прімера Дівісіо | 4 з 9  | 22 | 9  | 2 | 11 | 37 | 54 | 29 | Півфінал      |                               |
| 2003/04 | Прімера Дівісіо | 7 з 8  | 20 | 3  | 3 | 14 | 20 | 43 | 12 | 1/4 фіналу    |                               |
| 2004/05 | Прімера Дівісіо | 5 з 8  | 20 | 7  | 4 | 9  | 36 | 44 | 25 | 1/4 фіналу    |                               |
| 2005/06 | Прімера Дівісіо | 5 з 8  | 20 | 11 | 3 | 6  | 36 | 28 | 36 | 1/4 фіналу    |                               |
| 2006/07 | Прімера Дівісіо | 5 з 8  | 20 | 7  | 3 | 10 | 20 | 32 | 24 | 1/4 фіналу    |                               |
| 2007/08 | Прімера Дівісіо | 6 з 8  | 20 | 6  | 2 | 12 | 23 | 37 | 20 | 1/4 фіналу    |                               |
| 2008/09 | Прімера Дівісіо | 7 з 8  | 20 | 4  | 1 | 15 | 25 | 68 | 13 | 1/4 фіналу    | Плей-оф за місце в чемпіонаті |
| 2009/10 | Прімера Дівісіо | 6 з 8  | 20 | 6  | 1 | 13 | 25 | 49 | 19 | 1/4 фіналу    |                               |
| 2010/11 | Прімера Дівісіо | 6 з 8  | 20 | 6  | 3 | 11 | 28 | 54 | 21 | 1/4 фіналу    |                               |
| 2011/12 | Прімера Дівісіо | 7 з 8  | 20 | 5  | 3 | 12 | 34 | 65 | 18 | 1/4 фіналу    | Плей-оф за місце в чемпіонаті |
| 2012/13 | Прімера Дівісіо | 6 з 8  | 20 | 6  | 0 | 14 | 22 | 42 | 18 | 1/8 фіналу    |                               |
| 2013/14 | Прімера Дівісіо | 7 з 8  | 20 | 3  | 2 | 15 | 16 | 55 | 11 | 1/8 фіналу    | Плей-оф за місце в чемпіонаті |
| 2014/15 | Прімера Дівісіо | 8 з 8  | 20 | 1  | 1 | 18 | 9  | 63 | 4  | 1/4 фіналу    | Пониження                     |
| 2015/16 | Сегона Дівісіо  | 5 з 14 | 23 | 13 | 4 | 6  | 71 | 28 | 43 | 1/8 фіналу    |                               |
| 2016/17 | Сегона Дівісіо  | 1 з 10 | 18 | 14 | 1 | 3  | 54 | 12 | 43 | 1/8 фіналу    | Підвищення                    |
| 2017/18 | Прімера Дівісіо | 6 з 8  | 27 | 10 | 5 | 12 | 45 | 43 | 35 | 1/2 фіналу    |                               |
| 2018/19 | Прімера Дівісіо | 3 з 8  | 27 | 15 | 6 | 6  | 39 | 27 | 51 | 1/4 фіналу    |                               |

## Виступи у єврокубках
| Турнір                | Матчів | Перемог | Нічиїх | Поразок | ГЗ | ГП |
| --------------------- | ------ | ------- | ------ | ------- | -- | -- |
| Ліга чемпіонів УЄФА   | 3      | 1       | 0      | 2       | 2  | 4  |
| Ліга Європи УЄФА      | 1      | 0       | 0      | 1       | 0  | 1  |
| Ліга Конференцій УЄФА | 4      | 1       | 1      | 2       | 3  | 7  |
| Всього                | 8      | 2       | 1      | 5       | 5  | 12 |

Примітки:
- ГЗ: Голів забито
- ГП: Голів пропущено

### Матчі
| Сезон   | Турнір                | Раунд | Суперник          | Вдома  | На виїзді | Заг. рахунок |
| ------- | --------------------- | ----- | ----------------- | ------ | --------- | ------------ |
| 2020–21 | Ліга чемпіонів УЄФА   | ПР    | Дріта             | 1–2    | 1–2       | 1–2          |
| 2020–21 | Ліга Європи УЄФА      | 2К    | Дандолк           | 0–1    | Н/Д       | Н/Д          |
| 2021–22 | Ліга чемпіонів УЄФА   | ПР    | ГБ Торсгавн       | 1–0    | 1–0       | 1–0          |
| 2021–22 | Ліга чемпіонів УЄФА   | ПР    | Приштина          | 0–2    | 0–2       | 0–2          |
| 2021–22 | Ліга конференцій УЄФА | 2К    | Теута             | 0–3 дч | 2−0       | 2–3          |
| 2022–23 | Ліга чемпіонів УЄФА   | ПР    | Ла Фіоріта        | 2–1    | 2–1       | 2–1          |
| 2022–23 | Ліга чемпіонів УЄФА   | ПР    | Вікінгур          | 0–1    | 0–1       | 0–1          |
| 2022–23 | Ліга конференцій УЄФА | 2К    | ЧФР (Клуж-Напока) | 1–1 дч | 0−3       | 1–4          |

Примітки:
- 1Р: Перший раунд
- 1К: Перший кваліфікаційний раунд
- ПР: Попередній раунд